# Olfert Fischer
 For alternative betydninger, se Olfert Fischer (flertydig). (Se også artikler, som begynder med Olfert Fischer)
Johan Olfert Fischer (født 4. august 1747 i København, død 18. august 1829 sammesteds) var en dansk søofficer, der var kommandør og ansvarlig for Københavns forsvar til søs under Slaget på Reden 2. april 1801. Han var søn af Olfert Fas Fischer.
Fischer blev kadet i 1763 og blev efter 62 års tjeneste i flåden viceadmiral i 1825. Han reddede i 1799 besætningen på sit linieskib Oldenborg i en storm ved Kapstaden ved at sætte det på grund, hvorved skibet nok blev tabt, men besætningen reddet. Hans livs største opgave blev forsvaret af København i 1801, under hvilket han blev såret af en træsplint i hovedet, men han førte alligevel de danske styrker dygtigt under de svære vilkår. Han fik efterfølgende kun mindre opgaver.

## Eftermæle
Hans karriere og en retssag mod ham er gennemgået af museumsinspektør Jakob Seerup i bogen Danmarks største søhelte (2010).

### Musik
Slaget på Reden og Olfert Fischer blev mindet i kompositionen Håbet af Frederik Magle, der blev uropført den 1. april 2001 i Reformert Kirke (hvor Olfert Fischer ligger begravet) i anledning af 200-året for slaget.
- Olfert Fischers grav
- Mindeplade i Sankt Annæ Passage